# Bazilika sv. Nikolaja, Bari
Papeška bazilika svetega Nikolaja ( Basilica di San Nicola) je cerkev - bazilika v Bariju v južni Italiji, ki ima širok verski pomen po vsej Evropi in krščanskem svetu. Bazilika je pomembna romarska destinacija tako za rimokatoliške kot za pravoslavne kristjane.

## Zgodovina
Bazilika je bila zgrajena med letoma 1087 in 1197, v času italo-normanske prevlade v Apuliji, na območju, ki ga je prej zasedal bizantinski Italijanski katepanat, katerega sedež je bil Bari. Njena ustanovitev je povezana s pridobitvijo nekaterih relikvij svetega Nikolaja iz svetnikovega prvotnega svetišča v Miri, v današnji Turčiji. Ko je Mira prešla v roke Saracenov, so nekateri to videli kot priložnost, da svetnikove relikvije prestavijo na varnejše mesto. Po opravičujoči legendi je svetnik, ki je šel mimo mesta na poti v Rim, izbral Bari za svoj pokop. Med Benetkami in Barijem je bila velika konkurenca za relikvije. Slednji je zmagal, relikvije so odnesli pod nos zakonitim grškim skrbnikom in njihovim muslimanskim gospodarjem ter 9. maja 1087 varno pristali v Bariju. Nova cerkev je bila zgrajena za zavetje Nikolajevih posmrtnih ostankov, papež Urban II. je bil prisoten pri posvetitvi kripte leta 1089. Za prvega nadškofa je bil imenovan Elija, opat bližnjega samostana svetega Benedikta. Njegova katedrala (škofovski prestol) še vedno stoji v cerkvi. Pomembni donator je bila tudi srednjeveška srbska rodbina Nemanjić.

## Arhitektura
Cerkev je precej kvadratne oblike, na videz bolj primerna za grad kot za cerkev. Ta vtis krepi prisotnost dveh nizkih masivnih stolpov, ki uokvirjata fasado. V svoji zgodovini je bil res večkrat uporabljena kot grad.
Notranjost je triladijska, ladje delijo granitni stebri in pilastri. Prezbiterij je od preostale stavbe ločen s tremi oboki, ki jih podpirajo stebri bizantinskega vpliva. Nad ladjami je triforij, ženska empora, ki se odpira v ladjo. Bazilika je bila prva cerkev te zasnove, ki je postavila precedens, ki so ga pozneje posnemali v številnih drugih gradnjah v regiji.
Leta 2012 je niz integriranih podatkov georadarja, ki prodira v tla in seizmičnega sonarja poudaril prisotnost ustreznih vodnih infiltracij na dveh območjih kripte, obnovljene leta 1950, kar je lahko posledica kopičenja vlage.

## Zakladnica
Bazilika hrani eno najbolj omembe vrednih romanskih kiparskih del južne Italije, katedro (škofovski prestol), dokončano v poznem 11. stoletju za Eliajo. V kripti in prezbiteriju so dragoceni mozaični tlaki. Z mozaikom je okrašen tudi ciborij, najstarejši v regiji; ima štiri stebre z listjem, živalmi in mitološkimi figurami. V kripti s 26 stebri s kapiteli v bizantinskem in romanskem slogu so relikvije svetega Nikolaja.
V cerkvi je renesančna grobnica poljske kraljice Bone Sforze iz 16. stoletja, izdelana iz marmorja. Muzej bazilike ima dragocena umetniška dela, vključno z zbirko kandelabrov iz 12. stoletja, ki jih je podaril kralj Karel I. Anžujski.
Cerkev je bila obnovljena konec 13. stoletja, leta 1456 in v 17. stoletju. Pri obnovi 20. stoletja so odstranili večino baročnih dodatkov, ostal je le pozlačen lesen strop, ki je uokviril platna Carla De Rosa.

## Prazniki
6. december je dan svetega Nikolaja (tudi Miklavž), glavni praznik svetega Nikolaja. Na ta dan je tradicionalno, da duhovščina bazilike spusti bučko v podzemno grobnico svetega Nikolaja, da izvleče nekaj mire, ki naj bi se izcejala iz relikvije. Posode s to miro pošiljajo po vsem svetu in verniki poročajo o številnih čudežih, ki so posledica maziljenja z njo. Za tiste pravoslavne cerkve, ki sledijo tradicionalnemu julijanskemu koledarju, 6. december pade na 19. december po gregorijanskem koledarju, tako da sta dejansko dve praznovanji istega dne: eno po novem koledarju (6. december) in drugo po starem koledarju (19. december). Oba praznujejo z veliko slovesnostjo v Bariju.
9. maj (ali 22. maj) se kot praznik "Prenosa relikvij svetega Nikolaja iz Mire v Bari" vsako leto praznuje v Ruski pravoslavni cerkvi.
Romanja v baziliko iz Vzhodne Evrope so se od padca železne zavese močno povečala, ne le za praznike, ampak skozi vse leto.